# Glemt
Glemt er en dansk kortfilm fra 2017 instrueret af Michella Egelund Christensen.

## Handling
Denne artikel mangler et handlingsreferat. Hjælp os med at skrive det.

## Medvirkende
- Michella Egelund Christensen, Maria
- Ole Dupont, Faderen